# Aguilafuente
Aguilafuente es un municipio y villa española de la provincia de Segovia, en la comunidad autónoma de Castilla y León. Se encuentra a una altitud de 887 m sobre el nivel del mar y está enclavado en el centro de la provincia, a 30 km de la capital.

## Toponimia

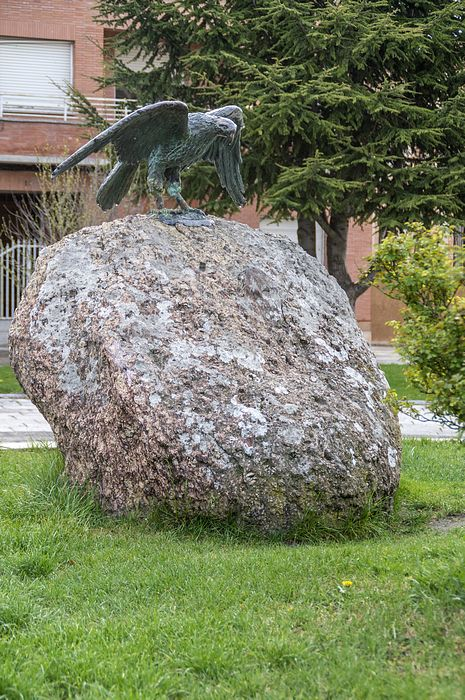
Uno de los dos monumentos al águila en Aguilafuente. La creencia popular señala este como origen del nombre del pueblo, cuando en realidad deriva del nombre godo Bagvila

La primera vez que aparece citado en fuentes documentales es en 1124, como Bavilafunt; posteriormente, en 1137 se cita como Bagvilafont, en 1210 como Vagilafuente, en 1247 Baguila Fuent, en 1315 y 1391 como Baguilafuente, siendo hacia el siglo XV cuando cambió el nombre de Baguilafuente a Aguilafuente.
Aunque, aparentemente, su significado pueda ser el de ‘la fuente del águila’, en realidad procede de la forma Bagvila Font y sería ‘la fuente o manantial de Bagvila’, derivado del antropónimo visigodo Bagvila, en la misma línea que otros terminados en -ila, como Suintila, Favila, Cixila, Atila, Teodila o Sunila, y de la palabra latina fontem ‘fuente’. Otra posibilidad es que esta segunda parte proceda del godo funs ‘valiente’, dando como significado Bagvila el Valiente.

## Geografía
La superficie del término municipal es de 60,57 km². De elevada altitud (887 m sobre el nivel del mar), está emplazada en una extensa llanura y situada en la Meseta Norte, en una posición central entre el Sistema Central (que cierra el horizonte por el sureste) y el valle del Duero. Posee un clima mediterráneo del interior, con escasa pluviosidad y sequía veraniega. La amplitud térmica es elevada como efecto de la continentalización propia de su gran distancia al mar, con inviernos fríos (abundantes heladas) y veranos frescos.
| Noroeste: Zarzuela del Pinar | Norte: Lastras de Cuéllar | Noreste: Lastras de Cuéllar   |
| Oeste: Fuentepelayo          |                           | Este: Sauquillo de Cabezas    |
| Suroeste: Aldea Real         | Sur: Escalona del Prado   | Sureste: Sauquillo de Cabezas |

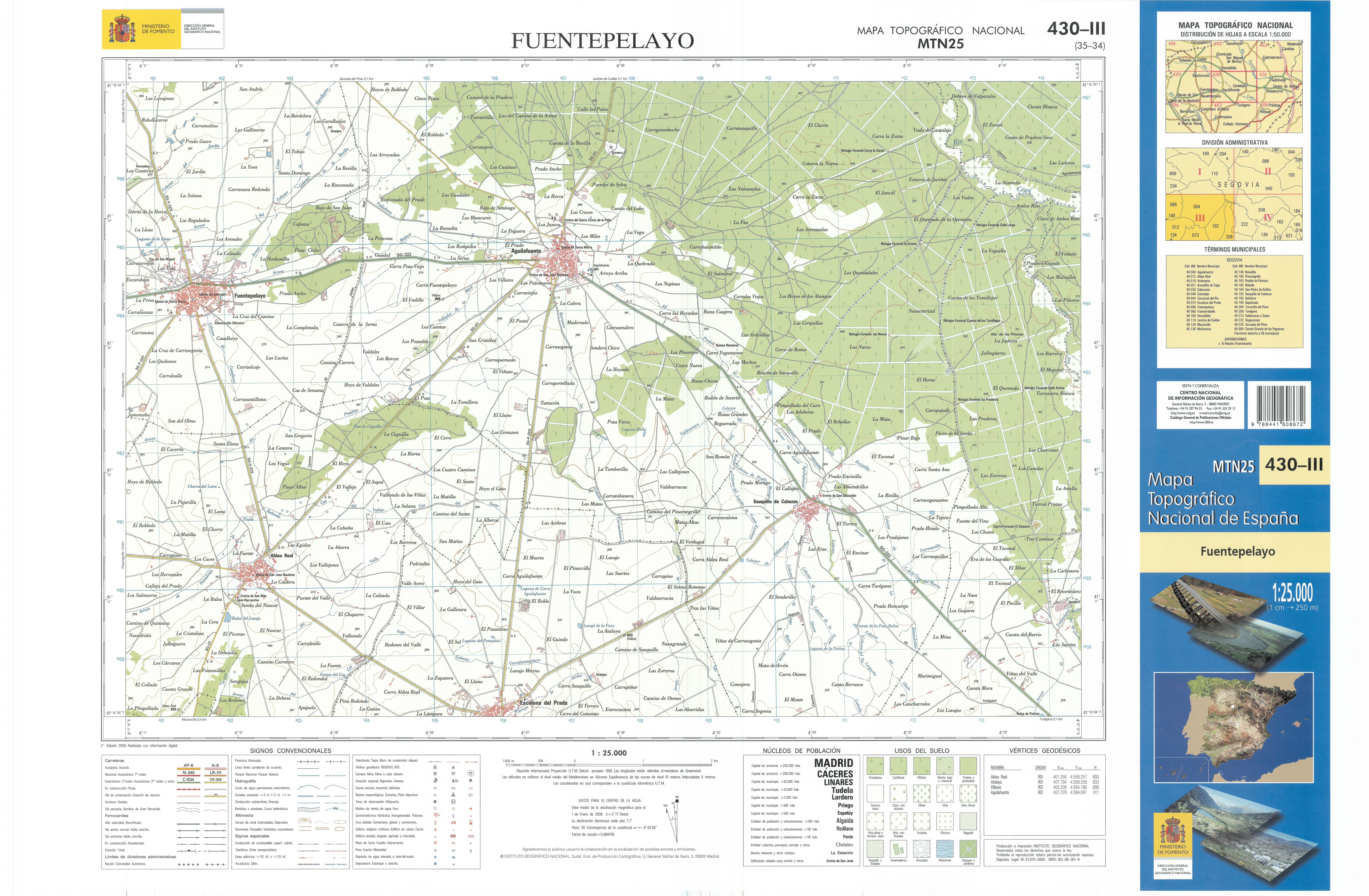
Fragmento de la hoja 430 del Mapa Topográfico Nacional de España de 2008 en el que se representa parte de Aguilafuente

El término municipal cuenta con una gran extensión de pinares. De hecho, la comarca en la que se encuentra se denomina Tierra de Pinares (nombre que también se da a otras en Valladolid, Burgos y Soria), y Mancomunidad de Pinares a la institución suministradora de servicios públicos que reúne a los municipios de la zona (Adrados, Aldea Real, Escalona del Prado, Frumales, Fuentepelayo, Hontalbilla, Lastras de Cuéllar, Olombrada, Perosillo, Pinarnegrillo y Zarzuela del Pinar). Antiguamente la explotación de la resina de los pinos era una industria muy importante, pero decayó con los cambios tecnológicos. Se conservan algunas partes de la antigua Resinera, destacadamente una chimenea de gran altura.
La fauna tiene una destacada presencia de aves, con una colonia de cigüeñas que anidan en las torres del casco urbano, y que desde los últimos años no han realizado la migración invernal, permaneciendo todo el año, y una visible presencia de rapaces. En el verano de 2007 se ha producido una plaga de topillos aunque con mucha menos incidencia que en otras zonas de Castilla y León.
El suelo es muy arenoso sobre todo en los pinares, donde se recolecta el níscalo en otoño. En las tierras de cultivo se explotan distintos productos, tradicionalmente cereales de secano, aunque en los últimos años se ha introducido extensamente el regadío, en algunos casos asociado a una escasa industria alimentaria local. La ganadería más abundante es la porcina, con numerosas marraneras modernas, aunque en invierno en muchas casas particulares se siguen efectuando matanzas tradicionales.
Un arroyo atraviesa el núcleo urbano (canalizado y cubierto desde hace muchos años ya); recibe el nombre de Malucas. El río más importante es el Cega, que transcurre por el límite oriental del término municipal. Existen lagunas endorreicas de muy poca superficie en varios lugares, rodeadas por vegetación de ribera.

## Demografía
Cuenta con una población de 564 habitantes (INE 2024).
| Gráfica de evolución demográfica de Aguilafuente entre 1842 y 2021                                                    |
| |
| Población de derecho según los censos de población del INE. Población de hecho según los censos de población del INE. |

Su población, que llegó a ser de 1698 habitantes (censo de 1950), es de 647 habitantes (2014). La disminución de los últimos años son consecuencia del éxodo rural, que también ha producido un fuerte envejecimiento y una ligera descompensación de la población por sexos. El número de residentes temporales se incrementa extraordinariamente en los meses de verano.
La población activa es escasa, y se reparte en las actividades económicas principales, que siguen siendo las del sector primario (agricultura, ganadería y explotación forestal). El sector secundario (industria alimentaria) es muy reducido, y el sector terciario es el más dinámico, no tanto por el pequeño comercio y los servicios (aparte de los municipales, un centro escolar de primaria y un centro de salud, ambos públicos, una residencia de ancianos, un sanatorio, dos sucursales bancarias y una farmacia) como por la hostelería y el turismo rural que se están desarrollando en los últimos años. Las comunicaciones se realizan por carretera, existiendo líneas de autobuses que comunican diariamente con Segovia y Madrid.

## Administración y política
| Periodo   | Nombre                                         | Partido   |
| --------- | ---------------------------------------------- | --------- |
| 1979-1983 | Ricardo Casado González                        | UCD       |
| 1983-1987 | Ricardo Casado González                        | AP-PDP-UL |
| 1987-1991 | José María Sanz García                         | PDP       |
| 1991-1995 | José María Sanz García                         | CDS       |
| 1995-1999 | Ricardo Casado González                        | PP        |
| 1999-2003 | Ricardo Casado González                        | PP        |

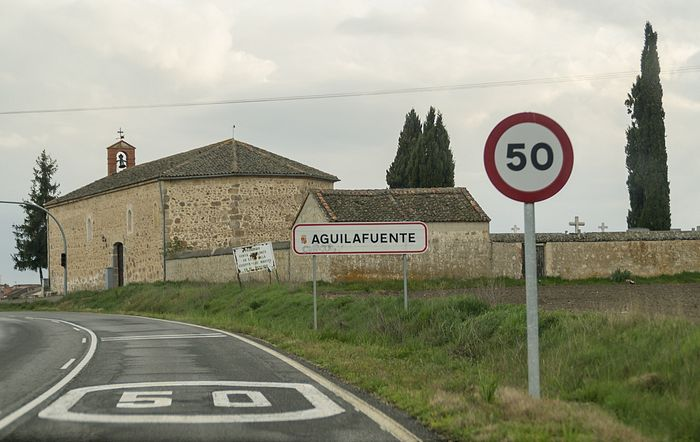
Entrada a Aguilafuente y ermita

| 2003-2007 | Nicolás Olmos MigueláñezÁngel de Santos Barrio | PP        |
| 2007-2011 | María Jesús Garrido Merino                     | PSOE      |
| 2011-2015 | Jesús Ballesteros Masso                        | PP        |
| 2015-2019 | Jesús Ballesteros Masso                        | PP        |
| 2019-2023 | María Luisa López Rodríguez                    | PSOE      |
| 2023-act. | Luis Mariano García Martín                     | PP        |

## Cultura

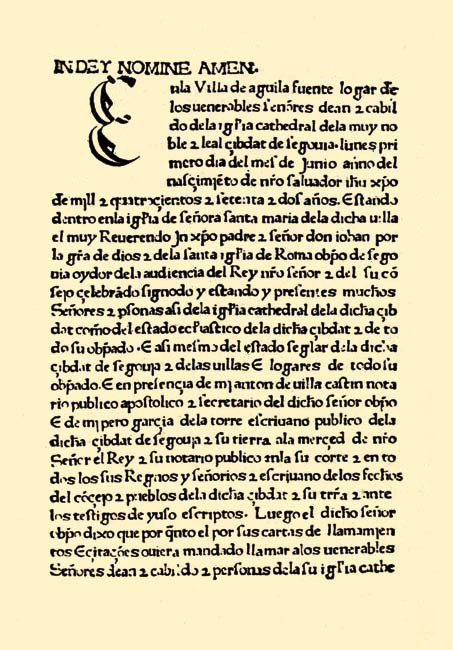
Sinodal de Aguilafuente, primer incunable publicado en España (1472)

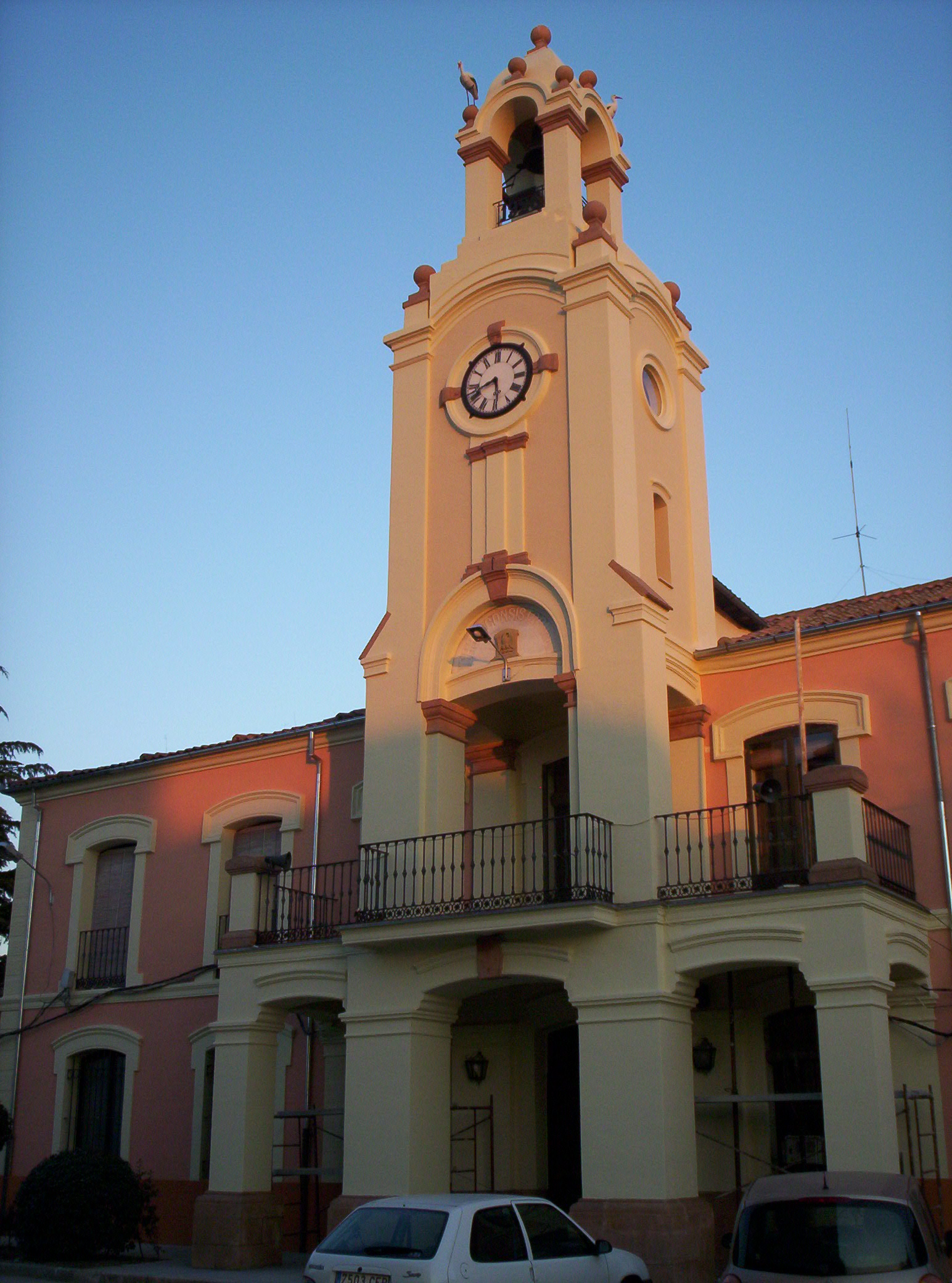
Casa consistorial

### Patrimonio histórico

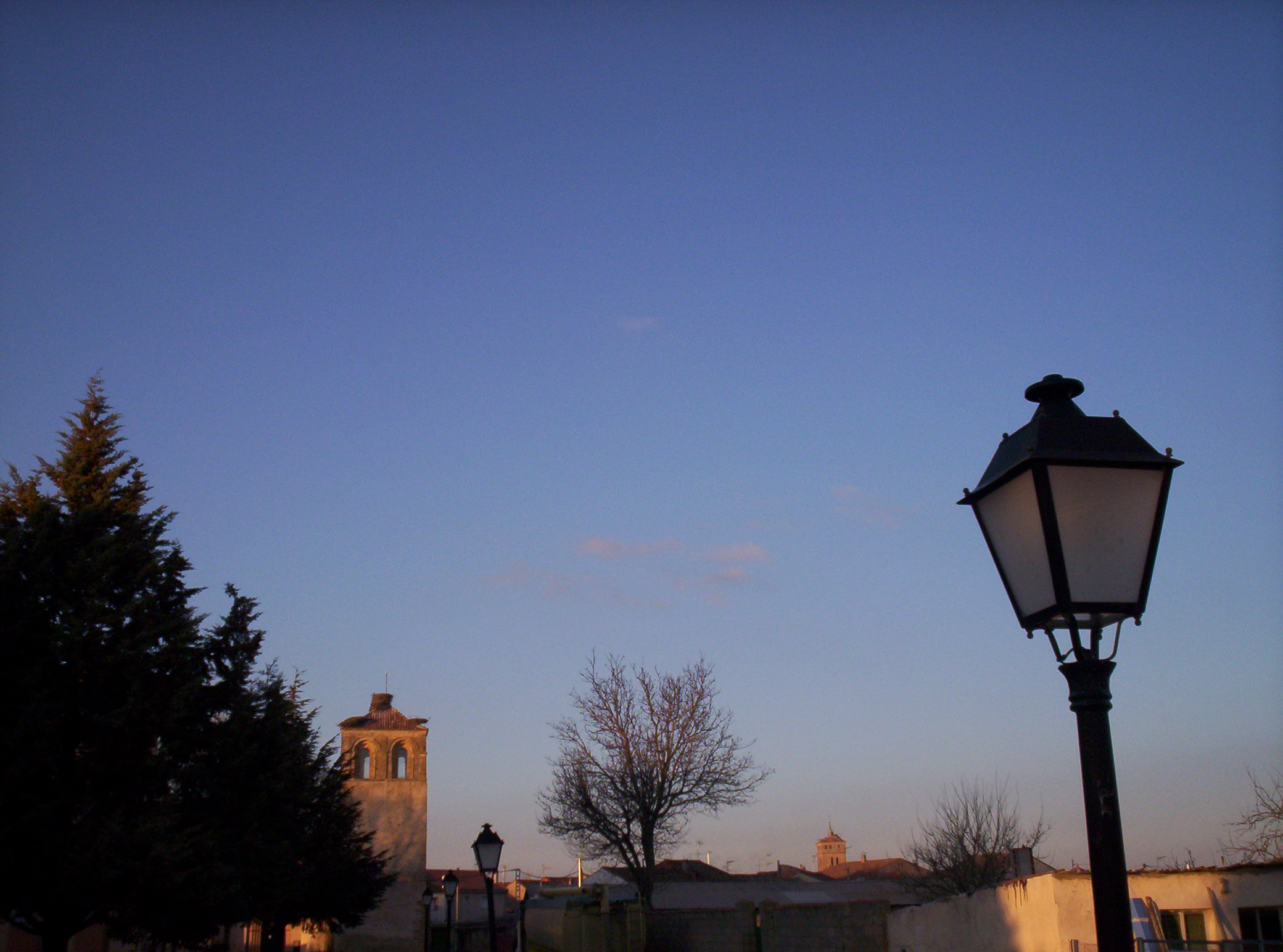
Vista desde el suroeste, con las torres de San Juan, a la izquierda, y Santa María, al fondo

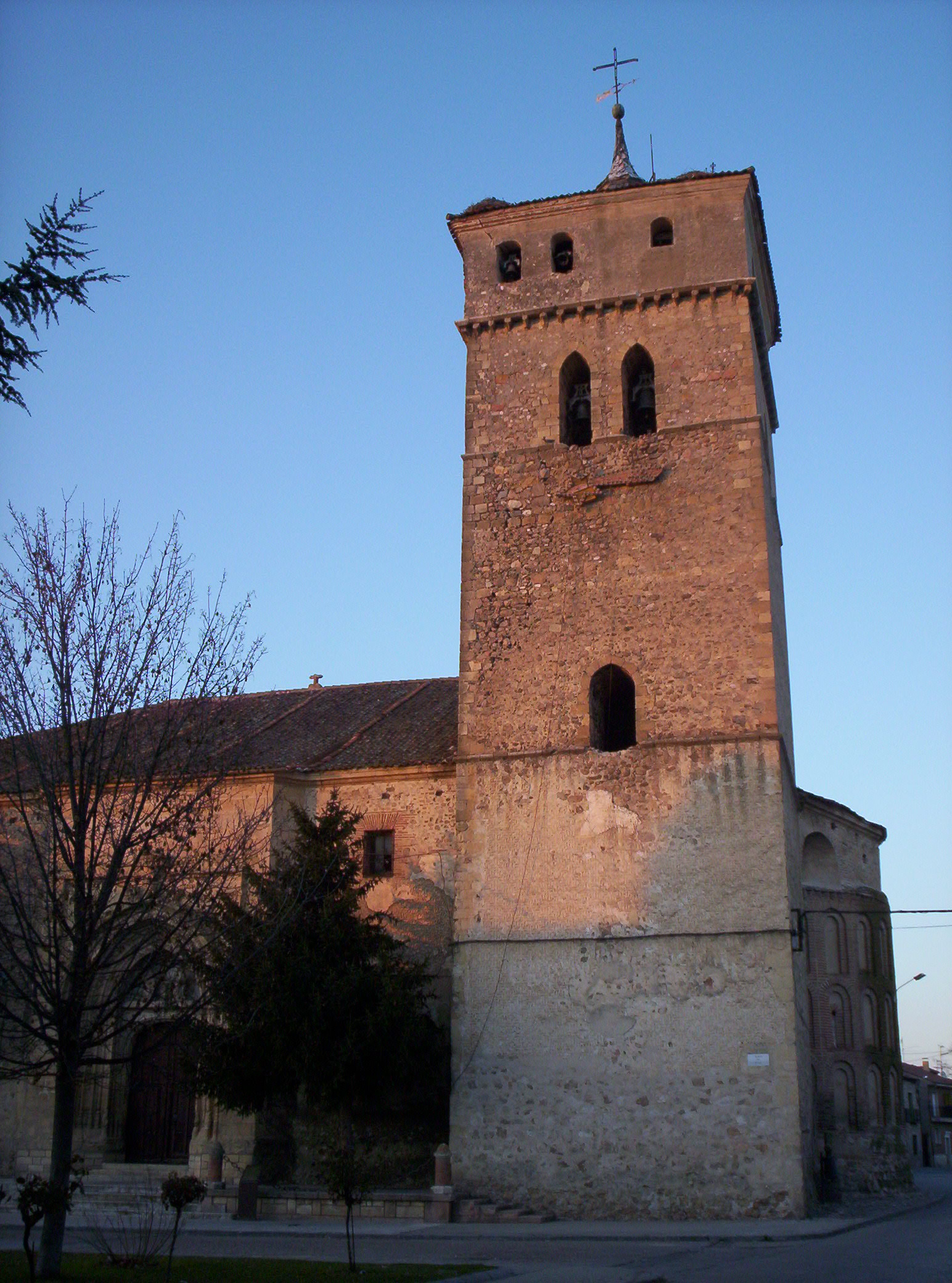
Iglesia de Santa María. Ábside con arquerías mudéjares, torre-campanario y pórtico enmarcado por un alfiz con la escena de la Anunciación. El tejado está realizado a la segoviana. En los muros hay restos de esgrafiado segoviano. Fue la sede del famoso Sínodo de Aguilafuente.

Cuenta con un patrimonio y una rica historia desde la época romana que dejó huellas en las ruinas de Santa Lucía, (carretera de Sauquillo de Cabezas), así como unos vestigios visigodos dentro del actual casco urbano. La iglesia de San Juan, de estilo románico (originalmente del siglo XII, secularizada y muy reconstruida en la actualidad) es la sede del museo o Aula arqueológica y recoge todos los vestigios aparecidos de esta época romana y visigoda. La iglesia de Santa María, mucho mejor conservada, tiene un ábside románico mudéjar. Su interior, ampliado en el siglo XIII fue modificado posteriormente en estilo barroco. El pórtico, gótico florido (siglo XV), tiene un relieve que representa la Anunciación.
En esa iglesia se celebró en 1472 un sínodo para reformar el clero de la diócesis de Segovia convocado por el obispo humanista Juan Arias Dávila, que daría lugar al primer libro impreso en lengua castellana: el Sinodal de Aguilafuente, editado por el impresor Juan Párix. Actualmente se celebra todos los años la reconstrucción de este hecho mediante una representación teatral itinerante por calles y escenarios históricos de la villa, en la que intervienen muchos de sus habitantes caracterizados con ropas de la época.
Existen varios monumentos más en el casco urbano de la localidad, como las ruinas del palacio de los marqueses de Aguilafuente; varias casas señoriales y un pósito de 1799. Una casa construida en 1921 por Domingo Trapero de Frutos (mayorista de pescado) recibe el nombre popular de Casa de las Conchas por estar su fachada revestida en su totalidad de conchas marinas.
Son destacables, sobre todo por su variedad, las obras de rejería en ventanas, balcones y puertas dispersas por casi todas las calles; así como los esgrafiados típicos de la provincia de Segovia. Las dos plazas de la localidad cuentan con esculturas de Florentino Trapero

### Celebraciones
- La patrona del municipio es la Virgen de la Asunción, y sus fiestas (La función) se celebran a mediados del mes de agosto, con espectáculos taurinos entre los que destacan los encierros nocturnos.
- En octubre: las fiestas de San Frutos donde se celebra la fiesta del Santo Cristo de la Peña, talla que se conserva en la ermita aneja al cementerio.
- En febrero, concretamente el día 2, el sonido de los palos, la dulzaina y el tamboril inundan las calles de la localidad por Las Candelas, conocida por sus paloteos. Y en julio, Santa Isabel.
- Desde 2003, el primer fin de semana de agosto, se celebra el Sinodal de Aguilafuente. Es una fiesta eminentemente cultural que recuerda el Sínodo de Obispos que tuvo lugar en esta localidad en 1472 y que dio lugar al primer libro impreso en España.